# Ptilosphen enderleini
Ptilosphen enderleini är en tvåvingeart som beskrevs av Cresson 1930. Ptilosphen enderleini ingår i släktet Ptilosphen och familjen skridflugor. Inga underarter finns listade i Catalogue of Life.